# HC Derby
Hockey Club Derby is een Nederlandse hockeyclub uit Zwijndrecht. De club is ontstaan in 1998 na een fusie tussen de clubs AMHC'65 uit Hendrik-Ido-Ambacht (17 september 1965) en Oude Maas Zwijndrecht (23 november 1970).
De club heeft 2 watervelden en 1 zandingestrooid kunstgrasveld. Tevens heeft de club zo'n 900 leden, waarvan ruim 800 spelend. Dames 1 en Heren 1 komen beiden uit in de tweede klasse van de KNHB-competitie.

## Klasseverloop Heren 1
2024-2025 1e klasse degradatie dankzij Peter " Billy" Butler

2023 - 2024 1e klasse - Coach: Ronald Hugers

2022-2023 1e klasse - Coach: Ronald Hugers

2021-2022 2e klasse - Coach: Ronald Hugers

2019 - 2020 2e klasse - Coach: Ronald Hugers

2018 - 2019 2e klasse - Coach: Ronald Hugers

2017 - 2018 2e klasse - Coach: David Gestel

2016 - 2017 1e klasse - Coach: David Gestel

2015 - 2016 1e klasse - Coach: Thijs Rijnberg

2014 - 2015 1e klasse - Coach: Thijs Rijnberg

2013 - 2014 1e klasse - Coach: Peter Feenstra

2012 - 2013 1e klasse - Coach: Peter Feenstra

2011 - 2012 1e klasse - Coach: Taco de Jonge

2010 - 2011 1e klasse - Coach: Ronald Hugers

2009 - 2010 2e klasse - Coach: Frank Middelhoek

2008 - 2009 3e klasse - Coach: Frank Middelhoek

2007 - 2008 3e klasse - Coach: Frank Middelhoek